# Out of the Dark
Out of the Dark is het eerste soloalbum van de Britse zanger en drummer Jim McCarty. McCarty was betrokken bij The Yardbirds, Renaissance, Armageddon,  Illusion, Box of Frogs en Stairway. In 1994 kwam hij met zijn eerste eigen studioalbum waarop ook een aantal gastmusici meespeelde. Het album is opgenomen in de R.M.S. Studio's in Crystal Palace, Londen. De muziek is gelijk aan die van Illusion, maar dan veel minder symfonisch; de inbreng van John Hawken ontbreekt.

## Musici
- James McCarthy – zang, drums, toetsinstrumenten
- Matthew Fisher (ex-Procol Harum) – toetsinstrumenten
- Matthew Hammond, Clifford White – toetsinstrumenten
- Rod Dimick – basgitaar
- Jackie Rave, Mandy Bell, Jane Relf, Dugard Brown – achtergrondzang
- Eddie Philips – gitaar

## Composities
| Nr. | Titel                      | Duur |
| --- | -------------------------- | ---- |
| 1.  | Out of the dark            | 4:30 |
| 2.  | We’re still dreamers       | 4:57 |
| 3.  | Signs from an age gone by  | 5:22 |
| 4.  | Just a breath away         | 4:30 |
| 5.  | Just breaking through      | 5:01 |
| 6.  | What if summer never came  | 3:44 |
| 7.  | Still you don’t believe    | 3:27 |
| 8.  | Longing (link)             | 0:32 |
| 9.  | Home is where the heart is | 4:08 |
| 10. | Back to the earth          | 3:43 |